# Kojatín
Kojatín là một làng thuộc huyện Třebíč, vùng Vysočina, Cộng hòa Séc.